# Lac de Valencia
Le lac de Valencia est un lac naturel situé à cheval sur les deux États d'Aragua et de Carabobo au Venezuela, le deuxième du pays en superficie après le lac Maracaibo.

## Sources
- (es) Cet article est partiellement ou en totalité issu de l’article de Wikipédia en espagnol intitulé « Lago de Valencia » (voir la liste des auteurs).